# Doña Manolita

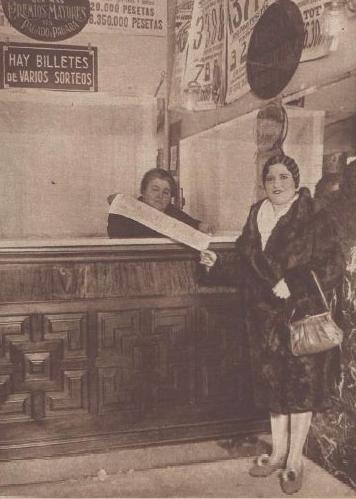
Doña Manolita atendiendo su establecimiento en 1929

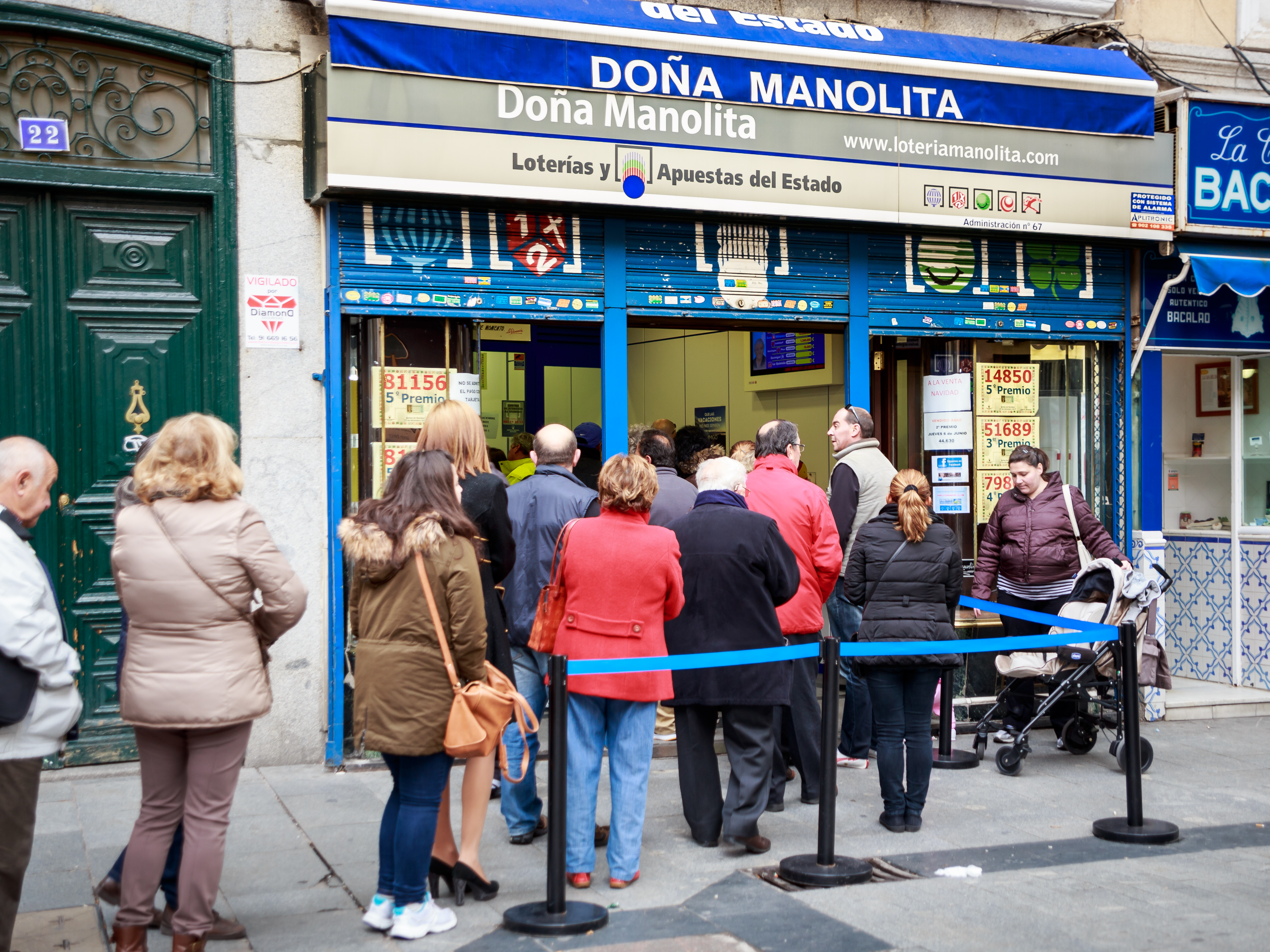
Cola para adquirir lotería de Navidad en el local de Doña Manolita.

Doña Manolita es un negocio de administración de lotería (la número 67) ubicado en la ciudad de Madrid. Es la administración más famosa de toda España y la que más premios ha repartido.

## Historia
Doña Manolita comenzó su actividad en 1904 en la calle San Bernardo de Madrid. Sus fundadoras fueron Manuela de Pablo (1879-7 de mayo de 1951) conocida popularmente como Doña Manolita, que dio nombre al negocio, y sus tres hermanas. El establecimiento pronto cobró enorme popularidad, por la cantidad de premios repartidos, entre los estudiantes de la entonces vecina Universidad Central de Madrid. Su fama se extendería más adelante por toda la ciudad, y Doña Manolita se convirtió en uno de los personajes más populares del momento.
En julio de 1931, se trasladó a la Puerta del Sol y a la calle Gran Vía 31. Tras el fallecimiento de Doña Manolita, la sede de la Puerta del Sol, esquina con la calle Arenal, con el nombre de Hermana de Doña Manolita, pasó a su hermana Carmen, quien a su vez lo legó a su hijo siendo finalmente vendido a otra familia en el año 1987. La sede de Gran Vía se ha mantenido hasta 2011, cuando la administración anunció su traslado a la vecina calle del Carmen.
Su imagen está especialmente asociada al Sorteo Extraordinario de Navidad. Está considerada por muchos como un auténtico símbolo de la ciudad de Madrid. Ha sido incluso mencionada en obras literarias y canciones de célebres intérpretes españoles como  Joaquín Sabina, en su tema A la sombra de un león (1986) o Concha Piquer, en Mañana sale (1958). Y su nombre evoca a los madrileños las fiestas de Navidad.
El actual propietario es Juan Luis de Castillejo y Bermúdez de Castro, conde de Cabrillas.